# Zelandotipula austrofurcifera
Zelandotipula austrofurcifera är en tvåvingeart som beskrevs av Alexander 1969. Zelandotipula austrofurcifera ingår i släktet Zelandotipula och familjen storharkrankar.
Artens utbredningsområde är Colombia. Inga underarter finns listade i Catalogue of Life.